# شاه محمود صفی
شاه محمد صفی یکی از والیان لغمان در افغانستان بود. او از ۲۰۰۵ تا ۲۰۰۶ این منصب را عهده‌دار شد.